# Aarhus Å
Aarhus Å eller Århus Å er en å, som udspringer af Stilling-Solbjerg Sø sydsydvest for Aarhus og gennemløber Aarhus Ådal, herunder Årslev Engsø, Brabrandsøen og den indre by i Aarhus, for endelig at løbe ud i Aarhus Havn og Aarhusbugten.

## Geografi

### Landskab
Aarhus Å har sit udspring i en tunneldal, som den følger i nordvestlig retning, men som den så bryder ud af for at følge Aarhusdalen mod øst indtil sin udmunding i Aarhusbugten. Landskabet er blødt kuperet med en stigning i retningen øst-vest. Bakkerne er formet i løbet af istidens sidste faser, hvad der kan ses af de dødishuller, man finder mellem Aarhus og Galten.
Især forløbet gennem Jeksendalen er meget smukt og i øvrigt også fredet. Her var der tidligere mange vandmøller med små og store opstemninger, som dog er fjernet nu. Det har ført til, at lystfiskerne kan tage flere forskellige ørredarter i åen. Laksen har dog endnu ikke fundet tilbage i åen.
Se henvisningen til billedserien på Wikimedia Commons, hvor man ser alle de steder, hvor offentlig vej krydser Århus Å.

### Brabrand Sø og Årslev Engsø
Aarhus Å løber gennem både den nyanlagte Årslev Engsø og Brabrand Sø. Brabrand Sø er ganske lavvandet, og da åen var reguleret, modtog søen betydelige mængder bundmateriale. Dette gjorde sammen med dårligt rensede tilløb fra virksomheder og bebyggelser (bl.a. Døde Å), at den efterhånden blev meget kraftigt eutrofieret. Søen er både et EU habitat område og Natura 2000 område, som Danmark er forpligtet til at beskytte, og et betydningsfuldt tilholdssted for mange fuglearter. Da den samtidig danner en grøn kile helt ind i Aarhus centrum, med stor rekreativ værdi, har Aarhus Kommune forsøgt at oprense søen med mange forskellige og kostbare metoder gennem tiden, heriblandt anlæggelsen af Årslev Engsø lige vest for søen i 2003.

### Tilløb
Aarhus Å modtager tilløb fra mange bække og kilder. Det vigtigste er Lyngbygård Å, som løber til Aarhus Å via Årslev Engsø vest for Årslev by.

## Historie

### Vikingetiden
Aarhus Å udmunder i Aarhusbugten. Et par hundrede meter vest for mundingen har der fra gammel tid været et vadested, som kunne bruges på alle årstider (deraf gadenavnet "Immervad"). Aarhus by er vokset op på det lave areal mellem vadestedet og åudløbet (kaldet "mindet"), og man kan konstatere, at byen har været voldomkranset allerede i Vikingetiden med et voldanlæg, som svarer meget nøje til det, man har fundet i Hedeby. Åens betydning for byen ses tydeligt af, at Aarhus er opkaldt efter åmundingen (på olddansk ār-ōs).

### 1050-1850
Åen var klar og fiskerig, så indbyggerne i Åby betalte tiende til deres herre, aarhusbispen, i form af laks. Selv i vores tid har åen været så ren, at man kunne finde ferskvandsmuslinger på strækningen mellem Brabrand Sø og jernbaneoverføringen lige vest for Aarhus.
Placeringen ved havn og vadested var meget gunstig, og allerede i 947 nævnes Aarhus som bispesæde. Byens udvikling var dog meget langsom helt frem til den sidste halvdel af det 1800-tallet. Først med den østjyske længdebane og udbygningen af åhavnen voksede Aarhus forbi både Odense og Aalborg.

### 1850-2000
Aarhus Å blev efterhånden en gene for byens trafiknet, og man besluttede derfor i løbet af 1920'erne at overdække den. Det gjorde så også, at den kraftige forurening med industri- og husholdningsspildevand blev skjult og først kunne ses ved udmundingen.

### Frilægningen af åen i Aarhus
I de senere år har udflytning og lukning af de tunge industrier i den indre by betydet, at åen ikke længere virker spærrende for trafikken. Derfor vedtog Aarhus byråd i de sidste år af 1900-tallet at frilægge åen igen omkring Åboulevarden. I løbet af 1980'erne og 90'erne blev stykket fra Europaplads til Immervad frilagt, og i perioden 2005-2008 kom stykket fra Immervad til Mølleparken frem i lyset igen. Det første stykke er nu et populært caféstrøg, og det sidste stykke er blevet til et bredt promenade-strøg med trappe-terrasser i træ ned til åen, mundende ud i en restaureret og ombygget Møllepark med faciliteter til gadesport.
I 2013-2014 blev stykket fra Mindebrogade til udløbet i havnen fritlagt. Der er i den forbindelse anlagt en sluse og et pumpeanlæg, der skal dæmme op for de øgede vandmængder som klimaændringerne allerede forårsager.

## Galleri
- Aarhus Å ved landsbyen Blegind lige nord for Solbjerg Sø.
- Åen har et godt fald ved Bodil Mølle i Jeksendalen.
- Aarhus Ådal ved Årslev Engsø.
- Åen forlader Årslev Engsø.
- Ved Åby.
- Aarhus Å netop der, hvor den danner sydgrænse for Åby Sogn.
- I Åbyhøj.

Aarhus by
- Ved Ringgaden (Ring 1).
- Åhusene på Vesterbro.
- Ved Åparken på Vesterbro. Her kan lejes kanoer om sommeren.
- Ved Mølleparken i Aarhus C.
- Vadestedet ved Immervad.
- Åboulevarden. Aarhus Å er igen med til at skabe bymiljø i byens centrum.
- Tæt på udløbet i Århus Havn.

## Eksterne Links
- Tur langs Brabrandstien (pdf-folder) Arkiveret 19. marts 2015 hos  Wayback Machine Aarhus Kommune
- Aarhus Å Arkiveret 23. februar 2014 hos  Wayback Machine Den gamle By. Malerier af Aarhus Å gennem tiderne.

- Wikimedia Commons har flere filer relateret til Aarhus Å

56°08′35″N 10°09′40″Ø / 56.14306°N 10.16111°Ø